# MP 34
L'MP 34 (Maschinenpistole 34) è un mitra austriaco realizzato negli stabilimenti della Waffenfabrik Steyr ed utilizzato dalla polizia austriaca. Successivamente all'annessione dell'Austria alla Germania nazista fu adottata anche dalle Waffen-SS durante la seconda guerra mondiale, e dalle forze armate e di polizia di varie nazioni. È stata utilizzata fino agli anni settanta del XX secolo.

## Storia
L'MP 34 si ispira al progetto per l'MP 18 prodotta nel 1918 dalla Rheinmetall di Düsseldorf. Infatti l'arma si presenta molto simile alla sua precedente, che fu utilizzata verso la fine della prima guerra mondiale.
Dopo la fine del conflitto, a causa delle restrizioni imposte dal trattato di Versailles, la Germania non poteva costruire alcuni tipi di armi tra cui le armi leggere automatiche. Per aggirare il trattato, la società tedesca Rheinmetall acquisì la compagnia svizzera Waffenfabrik Solothurn nel 1929 e iniziò lo sviluppo in gran segreto di un prototipo di pistola mitragliatrice, disegnata dal tecnico Louis Stange. Quella che sarebbe diventata l'MP 34 fu originariamente designata come 'S1-100' utilizzando la denominazione standard della società elvetica.
Purtroppo la Waffenfabrik Solothurn era inadatta per la produzione in massa dell'arma, pertanto la Rheinmetall acquisì una parte della celebre industria austriaca Waffenfabrik Steyr, già produttrice di armi. Le armi così prodotte furono vendute a enti militari e civili tramite la Steyr-Solothurn Waffen AG, una società ad hoc con sede a Zurigo, ed esportate a vari Paesi fra cui il Portogallo e numerose nazioni sudamericane. L'arma fu prodotta in molti calibri, per soddisfare le richieste delle molte nazioni acquirenti.
Il MP 34 venne realizzato con i migliori materiali disponibili e rifinito in maniera impeccabile, tanto da meritarsi il titolo di "Rolls Royce dei mitra". Ovviamente ciò comportava anche elevatissimi costi di produzione.

## Tecnica

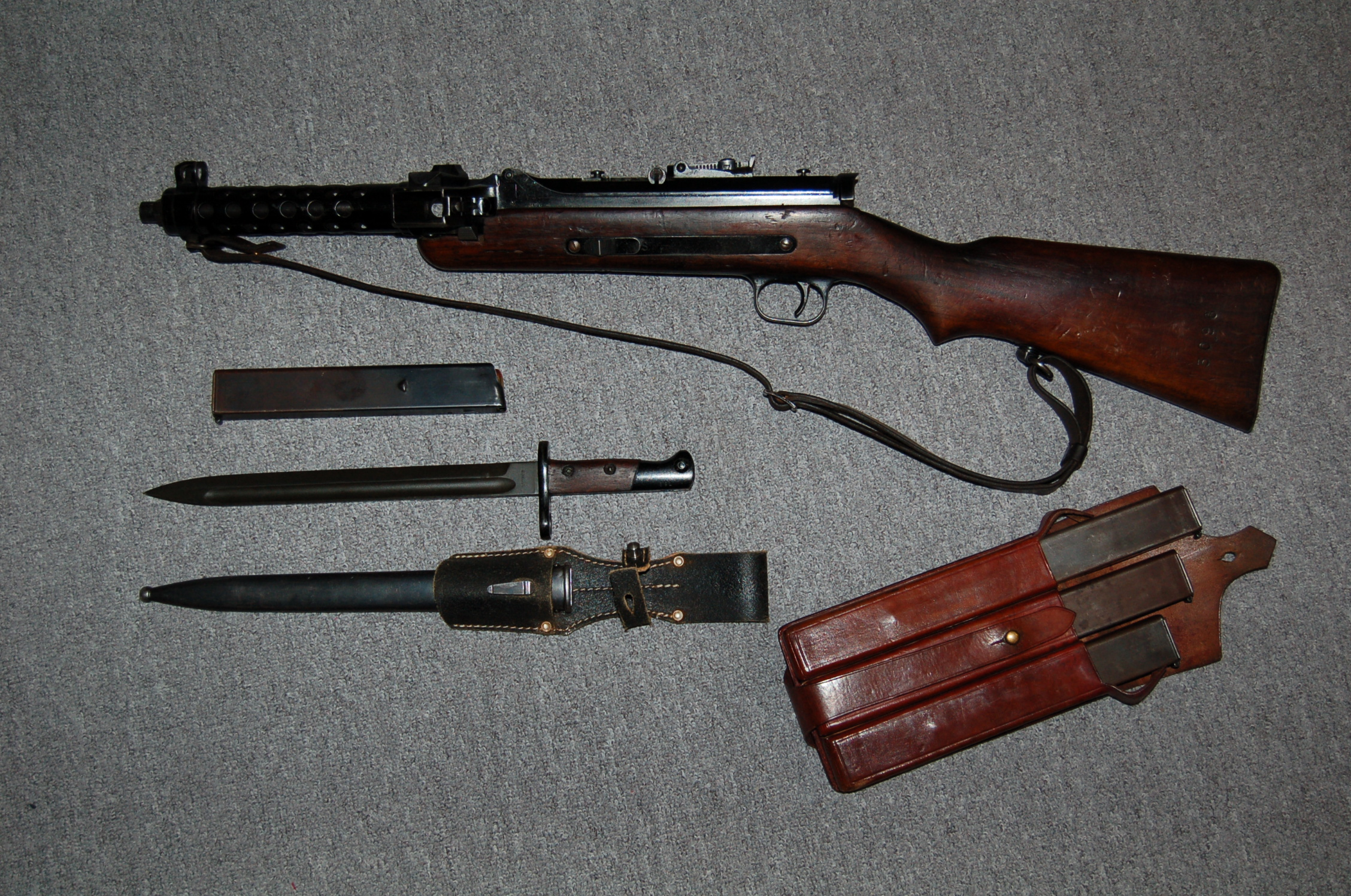
MP 34, baionetta e caricatori.

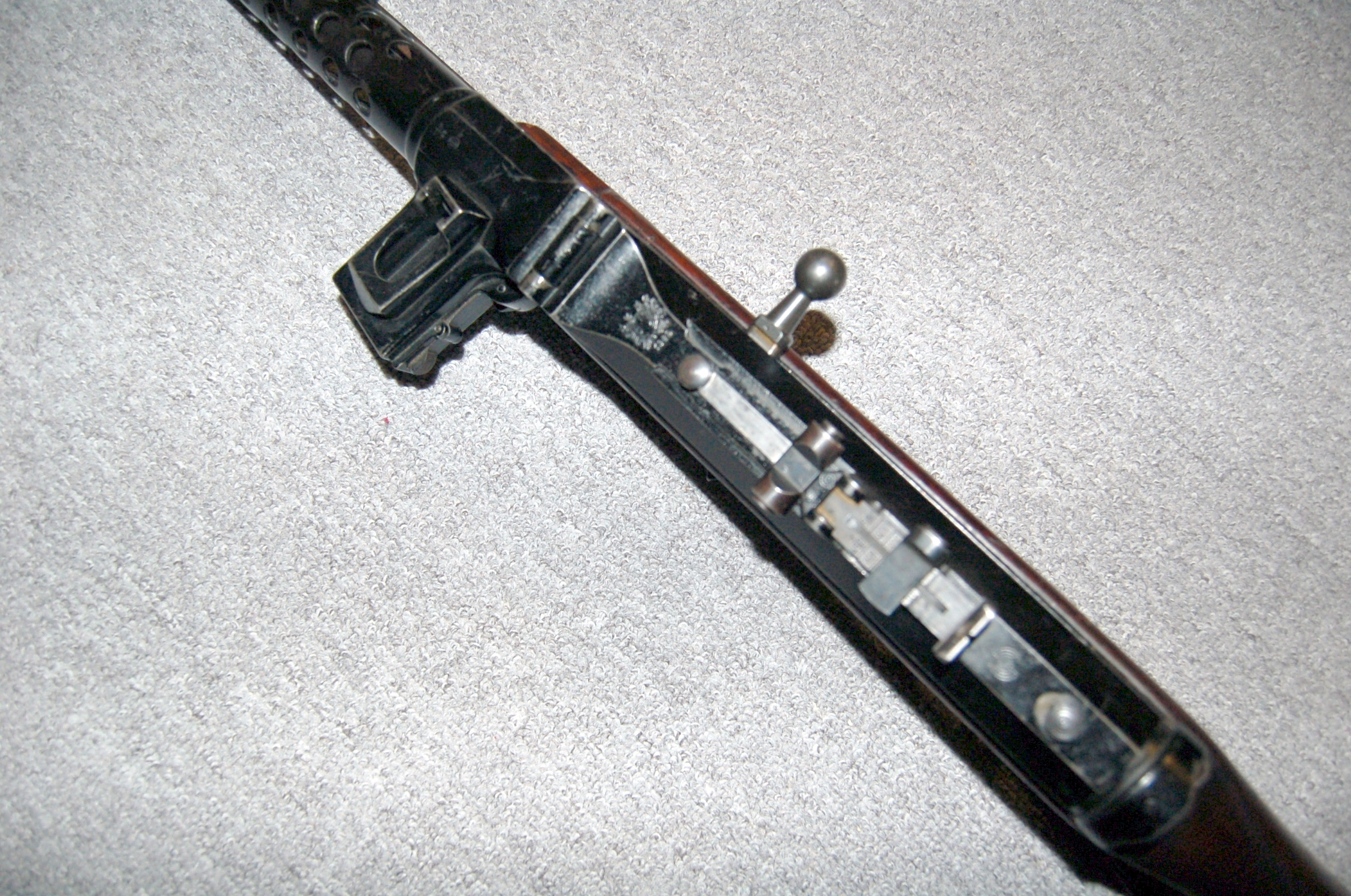
Sistema di sicurezza, alloggio caricatore e mire posteriori.

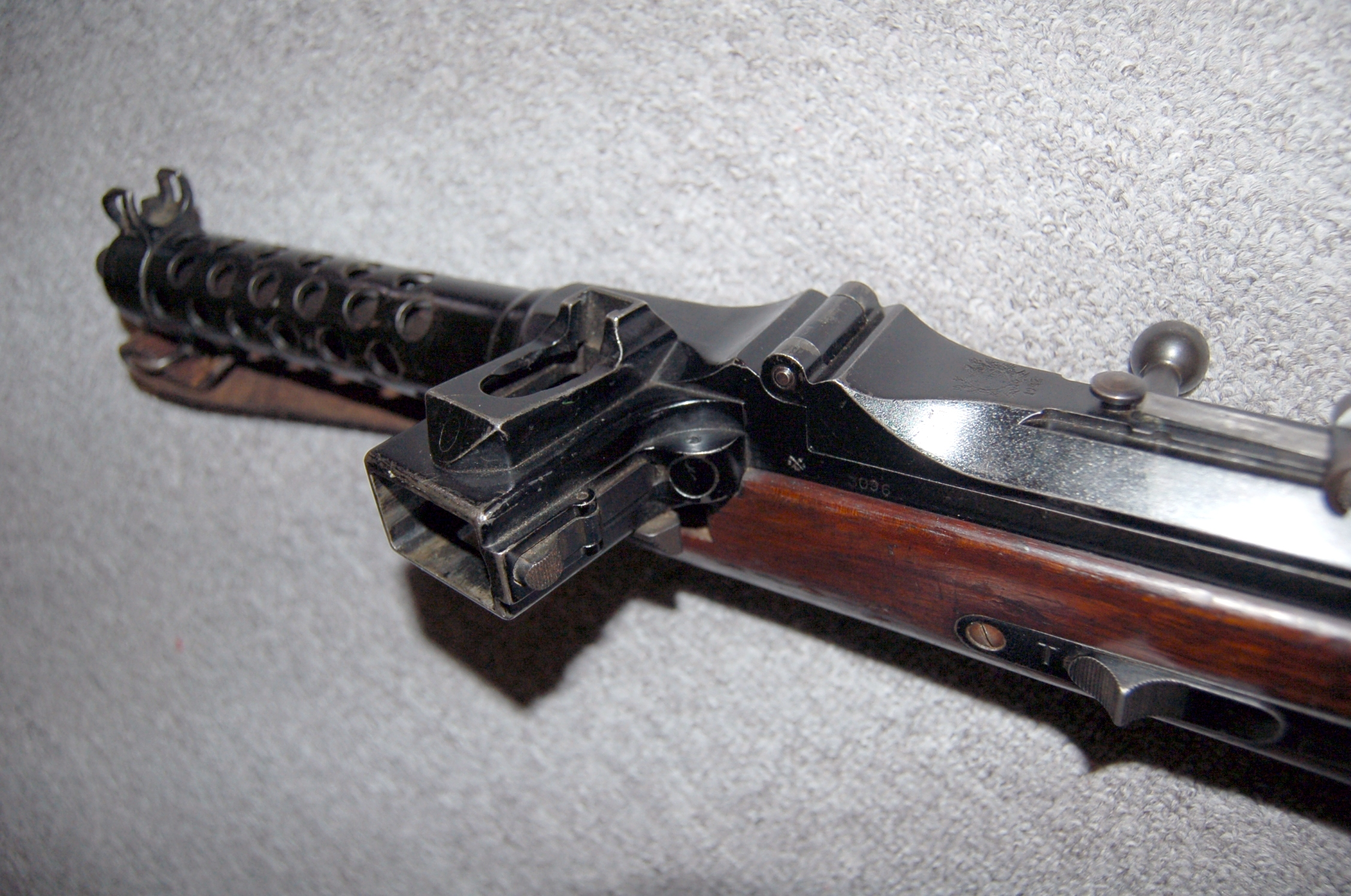
Innesto del caricatore.

Il MP 34 funziona a massa battente e otturatore aperto, con uno schema molto simile al MP 18. La molla di recupero è alloggiata nel calcio in legno, per maggiore compattezza, ed è collegata all'otturatore tramite una lunga asta incernierata. Tramite un coperchio a cerniera era possibile accedere facilmente al gruppo otturatore/grilletto, permettendo così una facile pulizia e manutenzione. Sul lato sinistro dell'arma si trova il selettore di fuoco che permette di scegliere la modalità di fuoco (colpo singolo o raffica). Interessante la soluzione adottata per la catena di scatto, che prevede un raffinato disconnettore automatico che, a colpo singolo, viene azionato dall'otturatore e disconnette il grilletto dalla leva di scatto, la quale infatti blocca l'otturatore in apertura; a fuoco automatico (raffica) il selettore invece esclude il disconnettore abbassandolo, e la leva di scatto rimane connessa al grilletto pertanto fin quando questo rimarrà premuto l'arma continuerà a sparare.
I primi esemplari prodotti avevano un sistema di sicurezza in stile Schmeisser e simile all'MP 40, ma notoriamente poco sicuro. I modelli successivi introdussero un sistema di blocco dell'otturatore costituito da un chiavistello a bottone posizionato sul coperchio superiore, solidale all'otturatore: un cursore elastico sito di fronte all'alzo, azionato dal tiratore, blocca il chiavistello impedendo all'otturatore di muoversi.  Tale sistema permette di mettere in sicura l'arma sia con l'otturatore aperto che chiuso.
La canna è coperta da un manicotto di raffreddamento traforato e presenta la particolarità del tappo di volata filettato, svitabile, per consentire il cambio della canna.
Il caricatore, da 32 o 20 colpi, era inserito sul lato sinistro e inclinato in avanti per migliorare l'alimentazione delle cartucce ed evitare pericolosi inceppamenti. Una particolarità del MP 34 era che il caricatore poteva essere ricaricato senza estrarlo dall'arma, inserendolo nel bocchettone dal basso e riempiendolo tramite delle clip di otto colpi inserite attraverso un'apposita asola sagomata sul lato superiore. All'atto pratico tale caratteristica dovette essere poco usata poiché non offre nessun vantaggio rispetto al normale caricamento manuale.
Tutti gli MP 34 avevano un calcio in legno sagomato con impugnatura in stile pistola e la canna era rivestita con un tubo perforato che permetteva il raffreddamento della stessa, inoltre era possibile innestarvi anche una baionetta sul lato destro. Il sistema di mira consta di un alzo a tangente posteriore regolabile da 50 a 500 metri, marcato con il calibro per il quale è tarato, e un mirino anteriore. L'arma poteva essere dotata di un bipiede separabile per aumentare la stabilità.
L'arma è costruita e rifinita con standard molto elevati: i materiali sono i migliori disponibili all'epoca, tutte le parti metalliche sono lavorate dal pieno e la lavorazione è eccellente, con bruniture profonde e rifiniture interne di elevato livello, quanto di meglio vi fosse sul mercato negli anni '30, e ciò dipende dal fatto che il MP 34 era offerto sul mercato delle forze di polizia più che quello militare. Ne deriva un'arma molto robusta e affidabile, estremamente popolare e apprezzata dai suoi utenti. Il comportamento allo sparo è giudicato ben controllabile e, stante le lavorazioni molto accurate e il raffinato sistema di mira a tangente, la precisione rimane più che buona fino a 150-200 metri.

## Impiego

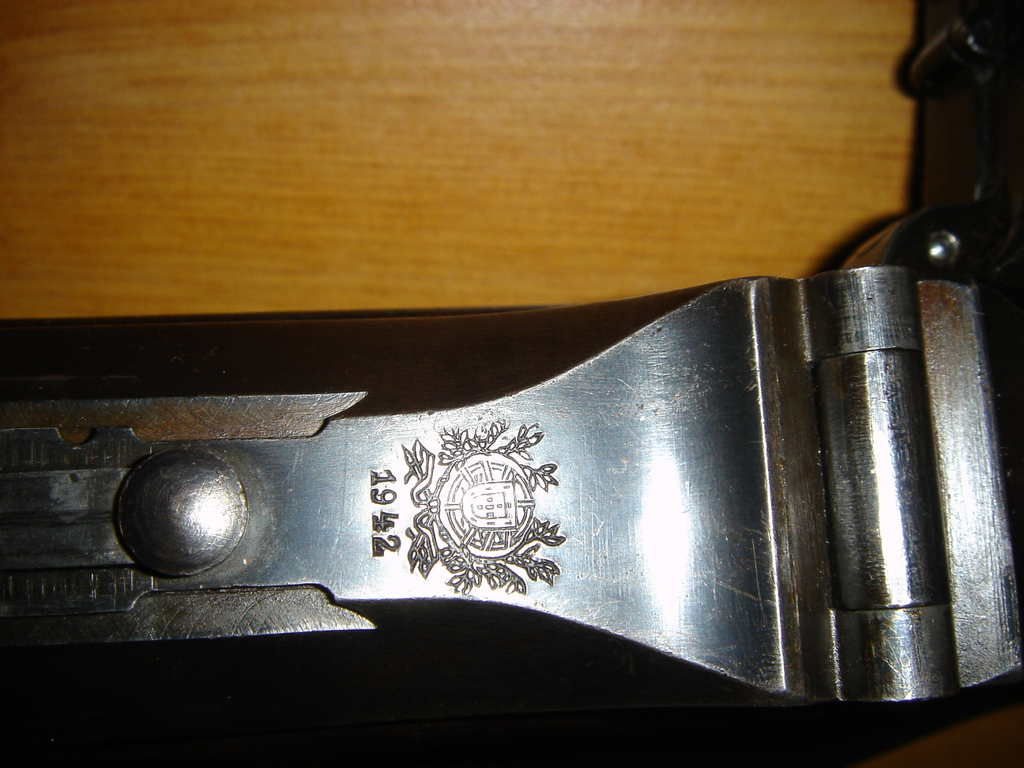
Stemma portoghese con anno di contratto.

Nel 1930, la polizia austriaca adottò l'S1-100 con il nome di Steyr MP 30, adattata per utilizzare le munizioni austriache standard 9 × 23 mm Steyr. L'arma fu anche esportata in Cile, Bolivia, El Salvador, Uruguay e Venezuela e in maniera minore anche in Cina modificata però per utilizzare le munizioni 7,63 × 25 mm Mauser.
Per il mercato sud-americano, la Steyr produsse una versione della S1-100 in grado di utilizzare il calibro .45 ACP e con il calcio sagomato in maniera più simile a quello di una pistola che di un fucile.
Nel 1938, dopo l'Anschluss, l'esercito tedesco requisì la gran parte delle MP 30 e MP 34 e molte di queste vennero modificate per utilizzare il calibro 9 × 19 mm Parabellum utilizzato dalle truppe germaniche, tale modifica fu rinominata MP 34(ö) (Maschinenpistole 34 Österreich). La produzione degli MP 34 cessò nella metà del 1940 e linee di produzione a Steyr furono convertite alla produzione del celebre MP 40, arma più semplice e molto meno costosa.
Il MP 34 non venne utilizzato in maniera importante dalla Wehrmacht, in quanto giudicato troppo costoso e già obsolescente, e gli vennero preferiti i molto più moderni ed economici MP 38 e MP 40. Tuttavia alcune unità delle Waffen-SS utilizzarono il MP 34 nelle prime fasi della guerra in Polonia e Francia. Successivamente fu impiegata dai reparti di comunicazione, unità di riserva, polizia militare e feldgendarmerie.
Durante la Guerra civile cinese, il MP 34 apparve spesso tra le file dell'esercito cinese nazionalista e delle varie milizie regionali. Il MP 34 fu acquistato negli anni '30 anche dal Giappone in calibro 7,63 mm Mauser (che lo assegnò alla Forza da Sbarco della Marina Imperiale) e dalla Thailandia.
Il Portogallo acquistò piccoli quantitativi di S1-100 con calibro 7,65 mm Luger, nel 1938, e l'arma fu adottata come fucile mitragliatore m/938. Tra il 1941 e il 1942 molte MP 34(ö) furono consegnate dalla Germania al Portogallo che le adottò con il nome di m/942, e diversi esemplari furono marchiati con lo stemma portoghese. L'm/942 rimase in servizio fino alla fine degli anni cinquanta del XX secolo, mentre fu utilizzata delle forze paramilitari e di sicurezza nelle colonie d'oltremare del Portogallo fino alla fine degli anni settanta.